# 王齐铭
王齐铭（1991年12月20日—），生于中国重庆市，中国大陆说唱歌手，GOSH厂牌成员。
2020年7月，王齐铭参加《中国新说唱》第三季，获得亚军。

## 音乐作品

### 个人录音室专辑
| 年份   | 專輯名稱 |
| ------ | -------- |
| 2019年 | 壹銘驚人 |